# Nicolaus Johan Cervin-Stéenhoff
Nicolaus Johan Cervin-Stéenhoff, född den 19 juni 1805 i Karlshamn, död där den 7 januari 1879, var en svensk präst. Han var sondotterson till Frans Cervin.
Cervin-Stéenhoff blev filosofie magister i Lund 1829, lärare i Karlskrona och avlade teoretisk-teologisk examen 1836. Efter flera olika prästtjänster blev han slutligen kyrkoherde i sin hemstad 1863. Han blev teologie hedersdoktor i Erlangen 1862 och kontraktsprost 1865. Cervin-Stéenhoff stod tidigt nära väckelserörelsen i Blekinge, och ägnade sig även mycket åt nykterhetsfrågorna. Han blev senare anhängare av den lundensiska högkyrkligheten. Som yngre ägnade han sig även åt ett flitigt författarskap och översatte även en mängd uppbyggelseskrifter.